# Річковий вокзал (Ростов-на-Дону)
Річковий вокзал Ростова-на-Дону — комплекс будівель і споруд, призначених для обслуговування пасажирів річкового транспорту, розташований в центрі міста на Береговій вулиці. Вокзальний комплекс включає в себе будівлі пасажирського терміналу та одинадцятиповерхового готелю (давно використовується під офіси), причальну стінку з пристанями, що простягнулася майже на кілометр від Ворошиловського мосту до Халтуринського провулка. У пасажирському терміналі є зал очікування, каси, медпункт, кафе, магазини, офіси туристичних агентств і супермаркет. Ширина Дону біля річкового вокзалу варіюється від 160 до 205 м. Ростовський річковий вокзал є структурним підрозділом Ростовського морського торговельного порту.

## Історія
Ростовський порт був заснований в 1750 році і відразу, завдяки своєму розташуванню поблизу місця впадіння Дону в Азовське море, перетворився на центр міжнародної торгівлі на півдні Російської імперії. На початку XX століття порт Ростов став одним з найбільших портів Азово-Чорноморського басейну. Успішність перевалки вантажів була обумовлена наявністю транспортної розв'язки залізниця–річка–море. під час навігації 1912 року загальна кількість суден, що зайшли в порт досягла 7 тисяч, з яких близько 40 % — річкових, вантажообіг при цьому досяг майже 3 млн тонн. До порту були приписані 176 судів. Обслуговування в порту здійснювали 102 судна. Під час розведення залізничного мосту, тоді ще поворотного, в тому році прослідувало понад 11 тисяч судів.

## Компанії та напрямки
Круїзи з Ростова-на-Дону виконуються до Азова, Константиновська, Романовська, Єйська, Волгограда, Астрахані, Казані, Самари, Саратова. Найбільша судноплавна компанія, що використовує Ростовський річковий вокзал — «ВодоходЪ»[неавторитетне джерело]. Двопалубні теплоходи типу «Москва» здійснюють нетривалі водні екскурсії по Дону в межах міста, а також в Азов і станицю Старочеркаську.

## Архітектура
Комплекс будівель річкового вокзалу побудований за проєктом московського архітектора Ю. Кубасова, ростовського архітектора Ю. Алексєєва (нині — співробітника Ростовського архітектурного інституту) і інженерів М. Соколова та М. Мурованого в 1977 році. Силует пасажирського терміналу динамічно поєднує великі площини зі скла і бетону, наскрізні галереї та перехідні пандуси-трапи. Витягнута по горизонталі будівля образно перегукується з конфігурацією пасажирських теплоходів. Це світосприйняття посилюється тим, що одинадцятиповерховий готель, що входить до комплексу річкового вокзалу, за задумом авторів, має нагадувати капітанський місток. Блоки з дев'яти готельних номерів з трапецієподібними бічними стінами-пілонами, що висять на гігантських кронштейнах, створюють враження легкості й динамічності.

## Галерея

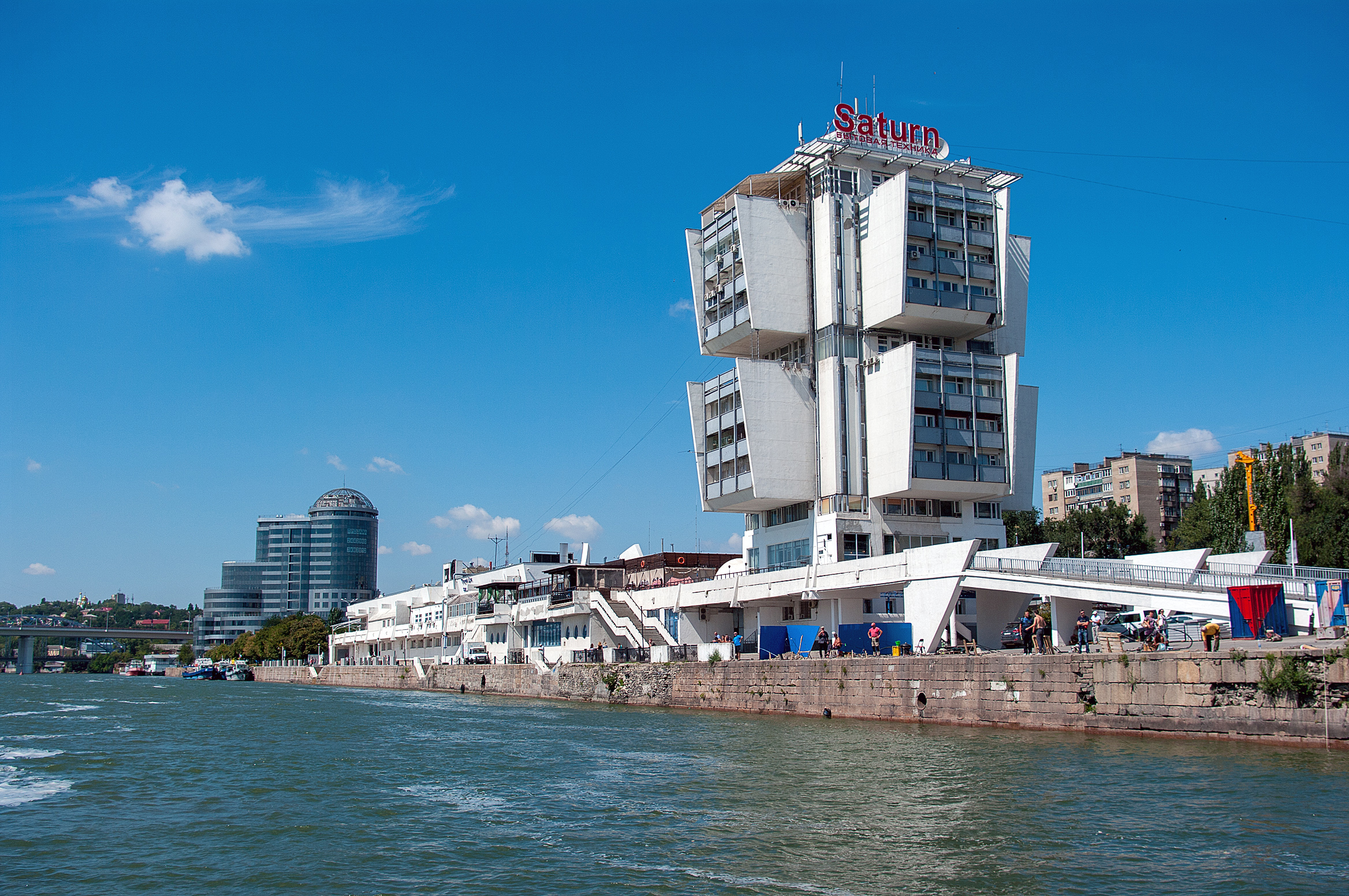
Ростовський річковий вокзал і готель «Якір»
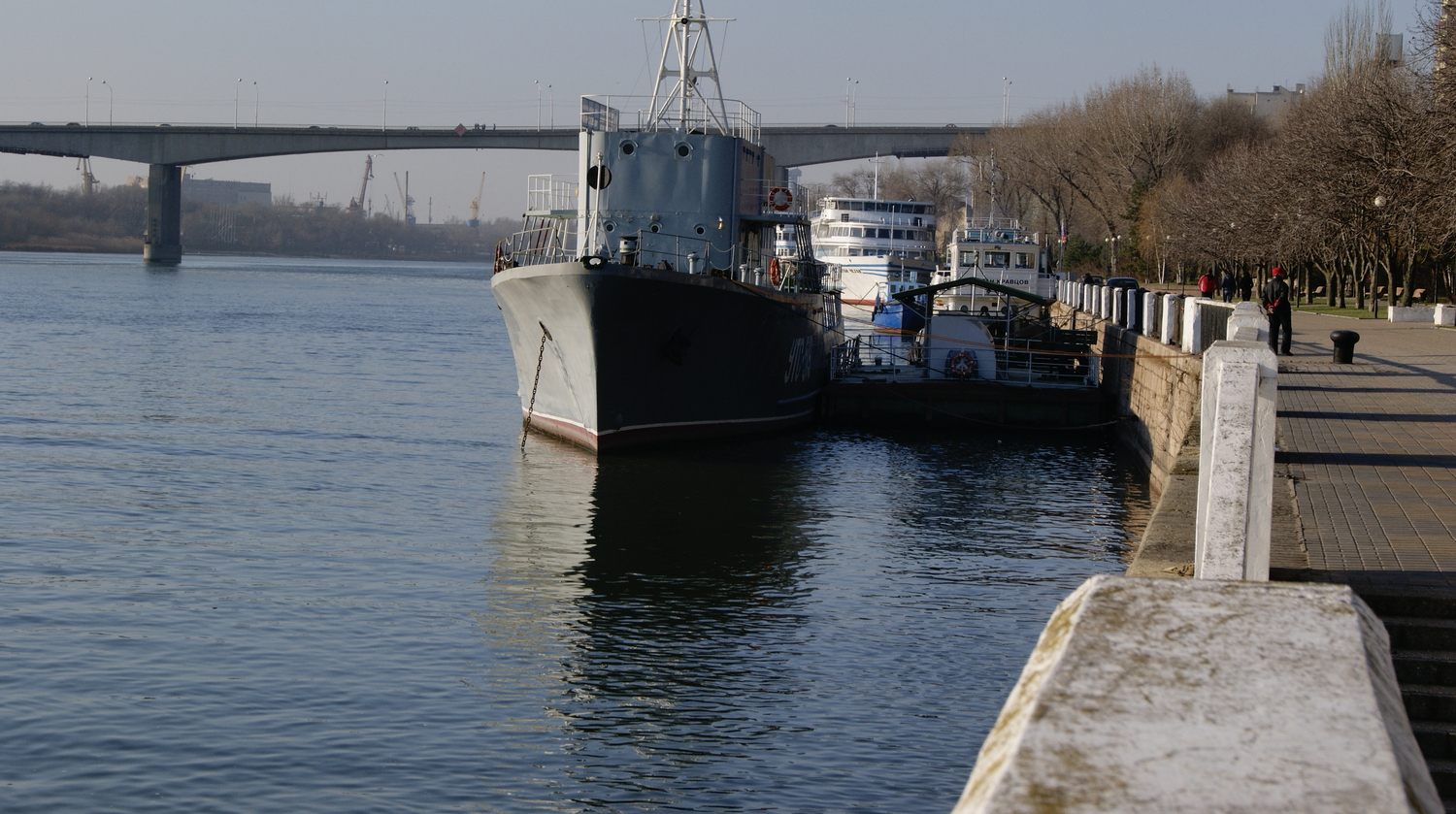
Судна біля причальної стінки на набережній
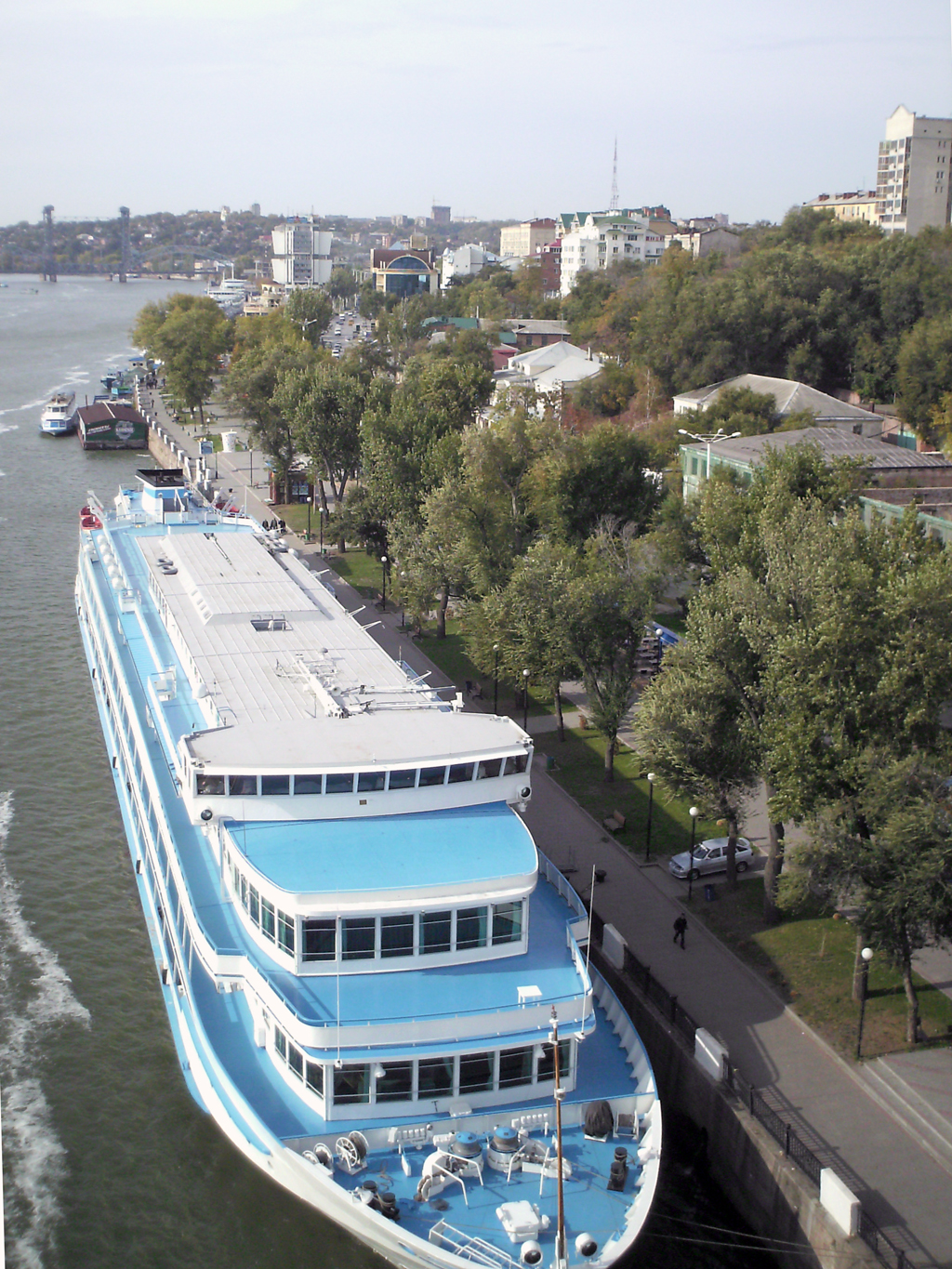
Пасажирський теплохід пришвартований біля ростовської набережної